# David Tabor
David Tabor (* als David Tabrisky 23. Oktober 1913 in London; † 26. November 2005 in Cambridge)  war ein britischer Physiker, der sich mit Reibung (Tribologie) befasste.
Sein Vater emigrierte aus Russland und hatte einen metallverarbeitenden Betrieb (in Russland produzierte er Waffen). Die Familie war jüdisch. Tabor studierte am Imperial College London und der University of Cambridge, an der er 1939 promoviert wurde. 1957 wurde er Fellow des Gonville and Caius College in Cambridge, 1964 wurde er Reader in Physik und 1973 wurde er Professor. Von 1969 bis zur Emeritierung 1981 leitete er die Abteilung Physik und Chemie der Festkörper am Cavendish Laboratory. 
Er war ein Pionier in der Tribologie, in der er viel mit Frank Philip Bowden zusammenarbeitete. Nach ihm sind Tabor-Parameter in der Kontaktmechanik benannt. Ende der 1960er Jahre entwickelte er mit R. H. S. Winterton einen Surface Force Apparatus (SFA).
Das Institute of Physics vergibt einen nach ihm benannten Preis für Oberflächenphysik und Nanowissenschaft.
Er war Fellow der Royal Society (1963) und erhielt 1992 die Royal Medal. Außerdem erhielt er 1965 den Society of Tribologists and Lubrication Engineers International Award, 1968 die A. A. Griffith Medal and Prize, 1972 (als Erster) die Tribology Gold medal, 1974 den Mayo D. Hersey Award der American Society of Mechanical Engineers und er erhielt 1975 die Guthrie Medal des Institute of Physics.

## Schriften (Auswahl)
- Gases, Liquids and Solids and other States of Matter, Cambridge UP 1991
- mit Frank Philip Bowden: The Friction and Lubrication of Solids, Oxford UP, 2. Auflage 1954, 2001
  - Deutsche Übersetzung: Reibung und Schmierung fester Körper, Springer 1959

Einige Aufsätze:
- mit F. P. Bowden: The area of contact between stationary and moving surfaces, Proceedings of the Royal Society of London. Series A. Mathematical and Physical Sciences, Band 169, 1939, S. 391–413.
- mit F. P. Bowden: Mechanism of Metallic Friction, Nature, Band 150, 1942, S. 197–199.
- mit F. P. Bowden, A. J. W.  Moore: The Ploughing and Adhesion of Sliding Metals, Journal of Applied Physics, Band 14, 1943, S.  80–91.
- mit F. P. Bowden, J. N. Gregory: Lubrication of Metal Surfaces by Fatty Acids, Nature, Band 156, 1945, S. 97–101
- mit F. P. Bowden: Friction, lubrication and wear: a survey of work during the last decade, British Journal of Applied Physics, Band 17, 1966, S. 1521–1544.
- mit R. H. S. Winterton: The Direct Measurement of Normal and Retarded van der Waals Forces, Proceedings of the Royal Society A: Mathematical, Physical and Engineering Sciences, Band 312, 1969, S. 435–450.
- mit J. N. Israelachvili: The Measurement of Van Der Waals Dispersion Forces in the Range 1.5 to 130 nm, Proceedings of the Royal Society of London A: Mathematical, Physical and Engineering Sciences, Band 331, 1972, S. 19–38.